# أولكسندر ماريك
أولكسندر ماريك هو لاعب كرة قدم أوكراني، ولد في 27 مايو 1972.